# Jamil Nasser
Pour les articles homonymes, voir Nasser (homonymie).
Jamil Nasser, né George Joyner le 21 juin 1932, décédé le 13 février 2010, est un bassiste de jazz américain. Il jouait de la contrebasse, de la guitare basse et du tuba.
Il est surtout connu pour sa participation aux trios d'Ahmad Jamal mais il a également joué avec Red Garland et John Coltrane.